# Mistrzostwa Polski w Skokach Narciarskich 1934
15. Mistrzostwa Polski w Skokach Narciarskich – zawody o mistrzostwo Polski w skokach narciarskich, które odbyły się 11 lutego 1934 roku na Wielkiej Krokwi w Zakopanem.
W konkursie o mistrzostwo Polski zwyciężył Bronisław Czech, srebrny medal zdobył Józef Bursa, a brązowy – Jan Legierski.

## Wyniki konkursu
| Miejsce | Zawodnik           | Klub           | Skok 1 | Skok 2 | Punkty |
| ------- | ------------------ | -------------- | ------ | ------ | ------ |
| 1. (2.) | Bronisław Czech    | SNPTT Zakopane | 62,0   | 66,0   | 208,4  |
| 2. (4.) | Józef Bursa        | Sokół Zakopane | 54,0   | 58,0   | 185,5  |
| 3. (5.) | Jan Legierski      | ŚKN Katowice   | 63,0   | 60,0   | 184,3  |
| 4. (7.) | Franciszek Mrowca  | Sokół Zakopane | 47,0   | 52,0   | 168,3  |
| 5. (8.) | Stanisław Marusarz | SNPTT Zakopane | 74,0   | 73,0   | 166,4  |
| 6. (9.) | Mieczysław Kozdruń | ŚKN Katowice   | 51,0   | 50,0   | 163,2  |

W konkursie wzięło udział 52 zawodników. W nawiasach podano miejsce zajęte w zawodach z uwzględnieniem zagranicznych zawodników.
Międzynarodowy konkurs wygrał Nils Eie z Norwegii, trzeci był Czechosłowak Jaroslav Lukeš, a szósty jego rodak Jeschke.